# Dariusz Koseła
Dariusz Koseła, född den 12 februari 1970 i Zabrze, Polen, är en polsk fotbollsspelare som tog OS-silver i fotbollsturneringen vid de olympiska sommarspelen 1992 i Barcelona.